# Anolis achilles
Anolis achilles este o specie de șopârle din genul Anolis, familia Polychrotidae, descrisă de Taylor 1956. Conform Catalogue of Life specia Anolis achilles nu are subspecii cunoscute.